# 歌德半身像
约翰·沃尔夫冈·歌德半身像（Busta Johanna Wolfganga Goetha）位于卡罗维发利泰普拉河左岸的歌德小径（Goethově stezce），在美术馆（Galerie umění Karlovy Vary）附近。纪念碑原作立于1883年，已不存在，原在普普大饭店前。目前的作品立于1952年。作者是雕塑家阿道夫·唐多夫（Adolf Donndorf，1835-1916），1910年创作于斯图加特。
1958年5月3日，纪念碑公布为捷克文化古迹，编号 35444/4-894。
在1785-1823年间，德国诗人约翰·沃尔夫冈·冯·歌德（1749-1832）共有13次留居卡尔斯巴德。
歌德非常喜欢卡尔斯巴德。这里激发他创作出伟大的作品。歌德的爱好包括地质学、矿物学；植物学和生物学；城市周围的环境为他的爱好提供了巨大的机会。他的另一个爱好是风景画
1806年，歌德57岁时在卡尔斯巴德结识18岁的阿玛莉·冯·莱韦措；当时她的女儿乌尔丽克才两岁。15年后他在玛丽亚温泉市深深爱上了17岁的乌尔丽克。
歌德最后一次访问卡尔斯巴德是在1823年，74岁。他已深深爱上19岁的乌尔丽克·冯·莱韦措。后者礼貌地拒绝了他的求婚，并且终身未婚。1823年9月5日，歌德离开卡尔斯巴德，再也没有回来。
歌德以诗歌、日记、绘画等形式表达了对西波西米亚温泉景观的极大赞赏。以下是他著名的声明：
“世界上我只想住在三个地方——魏玛、罗马和卡罗维法利。约翰·沃尔夫冈·歌德”

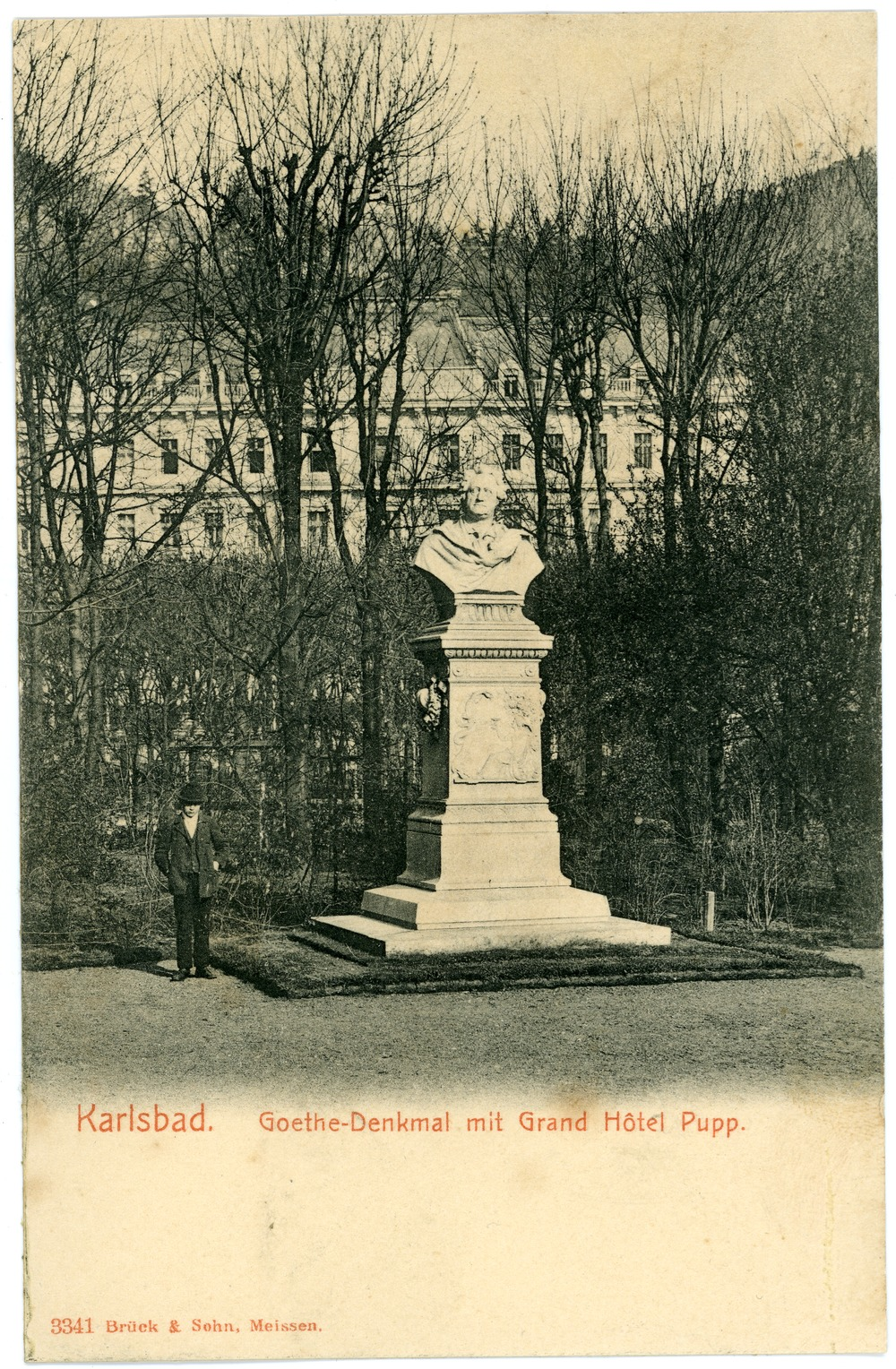
1903年12月18日
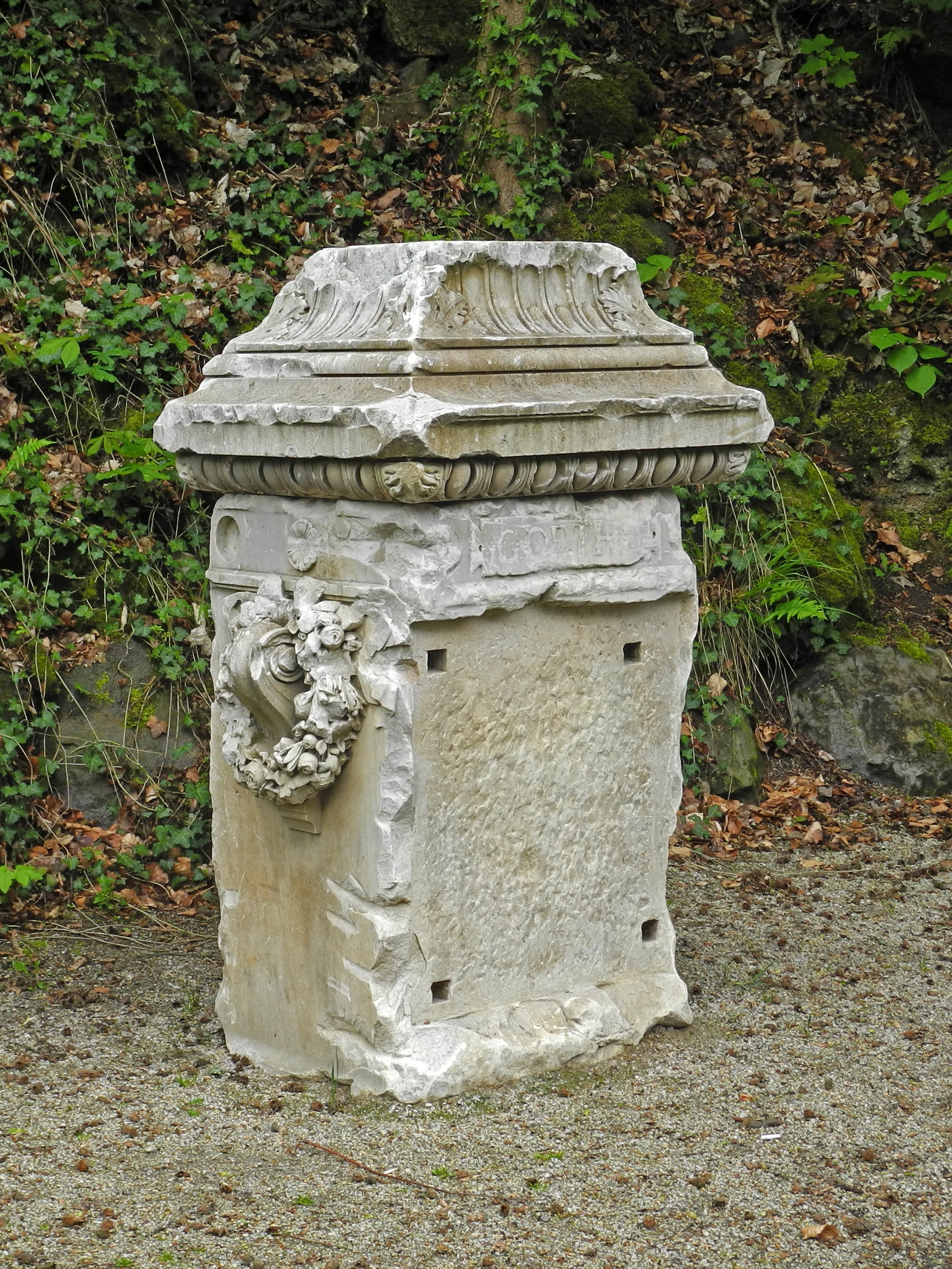
原底座的一部分

纪念碑是为了纪念歌德访问卡尔斯巴德而建立，原作的作者是德国雕塑家阿道夫•唐道夫。 1883年举行揭幕仪式，由剧作家海因里希•劳贝使用德文演讲，平淡无奇。
1945年二战结束后，纪念碑被覆盖。随后捷克各地破坏纪念碑和牌匾；当地地方行政委员会领导拉迪斯拉夫•科扎克认为歌德是德国的典型代表，没有必要传播歌德的声誉。1946年6月纪念碑拆除。歌德半身像存放在博物馆。最初的大理石基座在1946年拆除，作为建筑瓦砾填埋，2014年冬天意外地挖掘发现。2018年9月立于歌德小径，靠近1883年至1946年间纪念碑原作所在地。
1952年，半身像放置在新的花岗岩底座上，新基座破坏了作品原作的整体建筑和谐。。

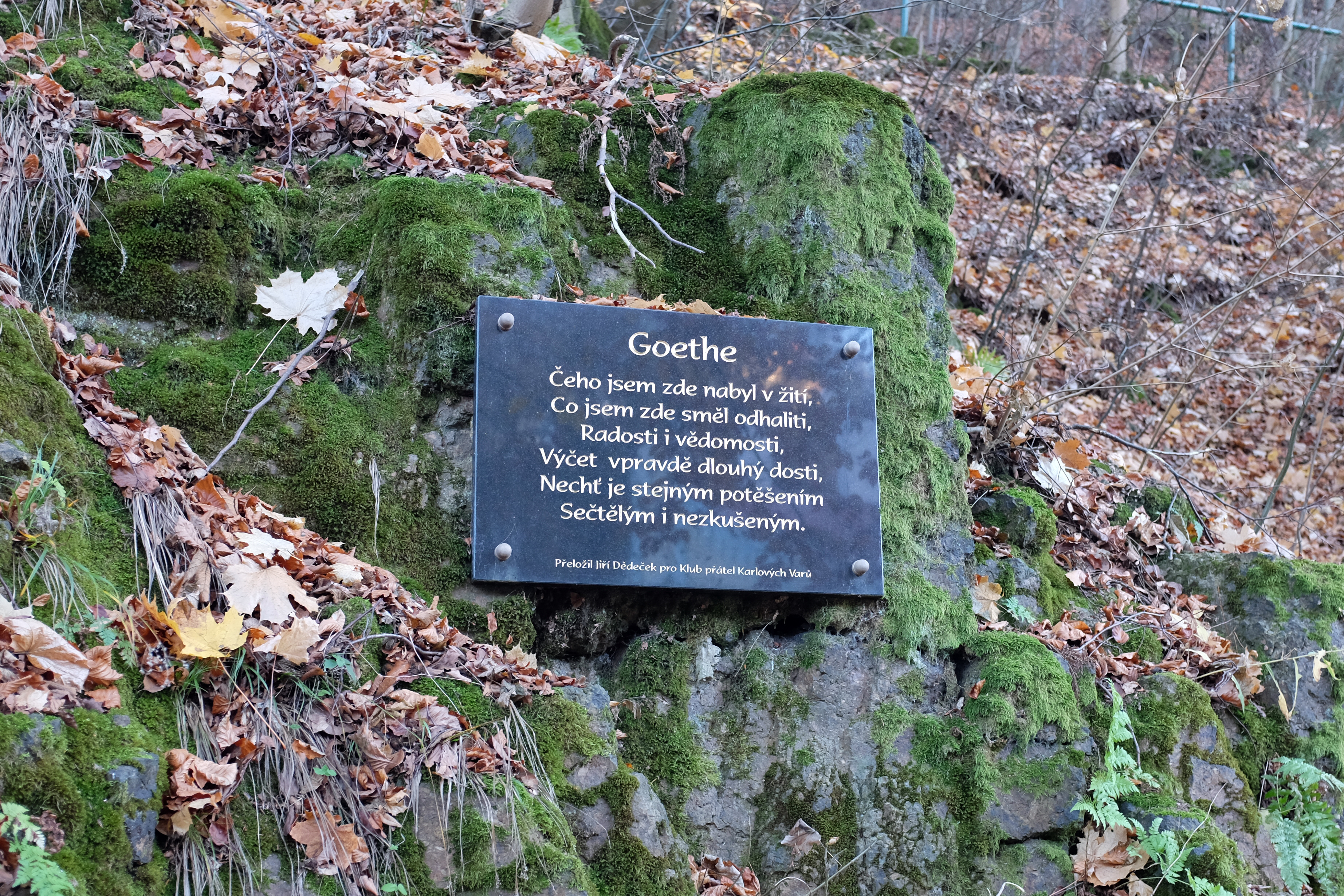
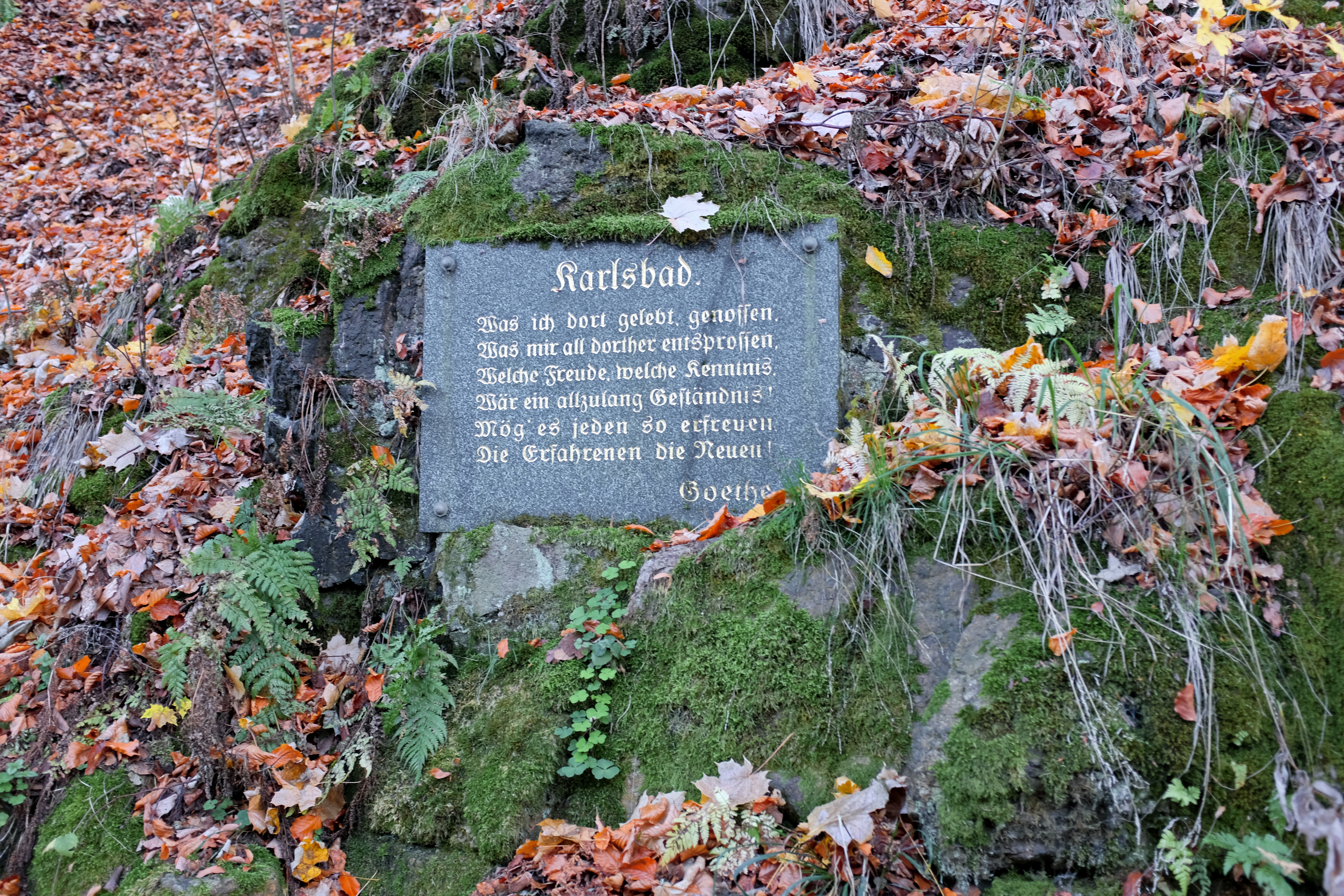